# Daniel de Sá
Daniel Augusto Raposo de Sá (Maia, Ribeira Grande, 2 de março de 1944 – Maia, Ribeira Grande, 27 de maio de 2013) foi um escritor português com uma vasta obra publicada. Ganhou diversos prêmios, incluindo Nunes da Rosa e Gaspar Frutuoso.

## Vida e obra
Embora tenha sido professor primário ao longo da maior parte da sua carreira profissional, foi através da sua obra literária e dos seus profundos valores humanistas, sempre presentes na sua obra e conduta pessoal, que obteve o reconhecimento e consideração públicos. Ganhou o prémio Nunes da Rosa, da Secretaria Regional de Educação e Cultura, com a novela "Um Deus à Beira da Loucura", e foi por duas vezes vencedor do prémio Gaspar Frutuoso, de Literatura, da Câmara Municipal da Ribeira Grande. Primeiro com "Crónica do Despovoamento das Ilhas" e depois com "A Terra Permitida". Tendo exercido alguns cargos políticos, nomeadamente o de Secretário Regional da Comunicação Social e Desporto, na Junta Regional dos Açores, foi ainda deputado nas primeiras duas legislaturas da Assembleia Legislativa Regional e vereador e deputado municipal na Ribeira Grande. Entre as várias condecorações recebidas, destacam-se as de Oficial da Ordem do Infante D. Henrique (6 de junho de 2008), a Insígnia Autonómica de Valor e a Medalha Municipal de Mérito da Ribeira Grande.
Morreu a 27 de maio de 2013, em casa, vítima de doença.
"Dois de Março de 1944. Três horas da manhã, hora da guerra, que pela do povo seriam duas ainda. Uma casinha ao lado de baixo da do meu avô materno. Nasci. Depois fui quase nómada até aos trinta anos. Uma vintena de mudanças de residência, com dois quartéis em Portugal continental e dois seminários em Espanha pelo meio. Estudos divididos por Santa Maria (4ª classe e 4º ano dos Liceus), Ribeira Grande (5º ano), Ponta Delgada (Magistério Primário), Valência (Filosofia e Teologia) e Granada (Teologia). Casamento em 31 de Março de 1974, com a rapariga mais bonita da Maia. Temos duas filhas e um filho. E duas netas e um neto. Crónicas e artigos de jornal são muito mais que um milhar. Livros, bem contados, dezanove. O que tem feito mais sucesso: Ilha Grande Fechada. Aquele que vários leitores consideram literariamente mais bem conseguido: O Pastor das Casas Mortas. O que talvez fosse o primeiro que eu salvaria de um naufrágio: E Deus Teve Medo de Ser Homem. O que foi escrito com maior sentimento: Santa Maria, a Ilha-Mãe. Aquele que mais agrada ao povo da minha terra: Sobre a Verdade das Coisas. Um capítulo perfeito, segundo as minhas ambições: o último, de Terceira, Terra de Bravos."  (Daniel de Sá, abril de 2011)

## Obra
Contos
- Sobre a Verdade das Coisas (1985)
- A Longa Espera (1987)
- O Deus dos Últimos (2011)

Crónica
- Crónica do Despovoamento das Ilhas (1995)

Ensaio
- A Criação do Tempo, do Bem e do Mal (1993)

Novela
- Génese (1982)
- O Espólio (1987)
- Um Deus à Beira da Loucura (1990)
- E Deus Teve Medo de Ser Homem (1997)
- O Pastor das Casas Mortas (2007)

Poesia
- As Rosas de Granada (2011)

Romance
- Ilha Grande Fechada (1992)
- As Duas Cruzes do Império - Memórias da Inquisição (1999)
- A Terra Permitida (2003)

Teatro
- Bartolomeu (1988)

Outros
- Açores-Colecção Monumental e Turística (2003)
- Santa Maria-A Ilha-Mãe (2007)
- São Miguel (2009)
- Peregrinos do Senhor Santo Cristo dos Milagres (2009)
- Terceira-Terra de Bravos (2009)
- Velhas Energias para um Mundo Novo (2010)